# Каменка (Максатихинский район)
Ка́менка — деревня в Максатихинском районе Тверской области. Входит в состав Малышевского сельского поселения.
Расположена в 33 км к юго-западу от районного центра Максатиха, на автодороге «Вышний Волочёк-Бежецк-Сонково». В 1,5 км к северу — река Волчина.

## История
В Списке населённых мест Тверской губернии 1859 года в Вышневолоцком уезде по Бежецкому тракту значятся владельческое сельцо Каменское (№ 3474) и погост Новые Маковищи (№ 3475).
В 1918 году на барской усадьбе в Каменке была создана коммуна из бывших батраков, которая в 1924 году была присоединена к совхозу «Бутино». После войны деревня Каменка была центральной усадьбой совхоза «Каменка», к которому в 1970 году присоединились колхозы «Гарусово», «Столбиха», «Красноармеец», «Россия». Совхоз превратился в многоотраслевое хозяйство и получил новое название: «Совхоз имени 60-летия СССР». Много лет был передовым хозяйством не только в районе, но и в области. В 1990—2000-е годы совхоз стал снова «Каменка», потом «Волчина» и наконец СПК «Труд». В эти годы хозяйство разрушено, люди, не имея работы, уезжают.
В 1997 году — 125 хозяйств, 344 жителя. Администрация сельского округа, средняя школа, детсад, сельский дом культуры, библиотека, медпункт, отделение связи, столовая, магазин.
До 2014 года деревня являлась административным центром Каменского сельского поселения.

## Население
| 1859 | 1997 | 2002 | 2010 |
| ---- | ---- | ---- | ---- |
| 16   | ↗344 | ↘275 | ↘257 |

Население по переписи 2002 — 275 человек, 129 мужчин, 146 женщин.

## Достопримечательности
- Недействующая Троицкая церковь (1829 год) погоста Новые Маковищи[6].
- Обелиск Победы (1985).